# Aldo Florenzi
Pour les articles homonymes, voir Florenzi.
Aldo Florenzi, né le 2 avril 2002 à Nuoro en Italie, est un footballeur italien, qui évolue au poste de milieu central au Cosenza Calcio.

## Biographie

### En club
Né à Nuoro en Italie, Aldo Florenzi est formé par le Chievo Vérone. Il est prêté au Cosenza Calcio en 2019 pour une saison avant de rejoindre définitivement le club à l'été 2020. Il progresse sous les ordres d'Emanuele Ferraro (en) avec la Primavera. 
Il joue son premier match en professionnel le 13 août 2021 lors d'un match de Coupe d'Italie face à l'ACF Fiorentina. Il est titularisé et son équipe s'incline par quatre buts à zéro. Florenzi fait ensuite ses débuts en Serie B, jouant son premier match dans cette compétition le 22 août 2021, lors de la première journée de la saison 2021-2022 contre l'Ascoli Calcio. Il est titularisé lors de ce match perdu par son équipe (1-0 score final),.
Le 18 décembre 2021, Florenzi prolonge son contrat avec Cosenza jusqu'en juin 2025.
Le 21 août 2022, Florenzi inscrit son premier but en professionnel lors d'une rencontre de Serie B face au Modène FC. Titulaire, il égalise sur un tir lointain, et son équipe l'emporte par deux buts à un.
Florenzi se fait remarquer le 28 janvier 2023, en donnant la victoire à son équipe lors d'une rencontre de Serie B face au Parme Calcio en étant l'unique buteur du match.

### En sélection
Le 7 juin 2022, Aldo Florenzi joue son premier match avec l'équipe d'Italie des moins de 20 ans, contre la Pologne. Il entre en jeu à la place de Tommaso Milanese et son équipe l'emporte par un but à zéro.